# ブルータル・デスメタル
ブルータル・デスメタル (Brutal Death Metal) は、デスメタルのサブジャンルの一つ。ニュースクール（新世代スタイル）・デスメタルとも言い、日本ではしばしば「ブルデス」と略されることがある。

## 特徴
アナキズム、犯罪、食人、殺人心理、残虐描写、暴力、性欲、ホラー・スプラッター、異形神、反宗教主義、反原理主義、反イデオロギーなどをテーマにした歌詞が特徴である。それまでの正統派デスメタルよりもさらにエクストリーム・ミュージックとして過激さを突き詰めたスタイルである。
さらにサブジャンルとして様々な分類があり、演奏スタイルではスラミング･ブルータルデス、テクニカル・ブルータルデス、グラインディング･ブルータルデスなどが、テーマではゴア･ブルデス、ポルノ・ゴア・ノイジーデス、地域的特徴ではUSニュースクールブルデス、TXスタイル・ブルデス、ヨーロピアン・ブルデスなどの分類方法がある。

### 音楽的特徴
ヴォーカルスタイルはガテラルボイス（デスヴォイスよりも低音かつ下水道の不快音のようなガラガラ声で歌詞を意識しない歌唱法）がほとんど。スネアドラムを多用した特殊なドラムパターンも特徴的である。ギターやベースにはダウンチューニングを施していることが多い。 
従来のオールド・スクール・スタイル・デスメタルに比べ、ストレートなモッシュパート、リフ、複雑なテクニックにこだわった演出を駆り備えている。他には、より高速度重視なスタイルや、重苦しいスタイル、禍々しい・血生臭い演出など。

### 世界観的特徴
アートワークに「血」や「暴力」、「死」、「地獄」を意味する演出などが多用される。

また、性的な方面の過激な写真やアートワークなども頻繁に使われている。

## バンド一覧
- Abominable Putridity (アボミナブル・ピュトリディティ)
- Abysmal Torment
- Analepsy（アナレプシー）
- Brodequin
- Cryptopsy（クリプトプシー）
- Decapitated(ディキャピテイテッド)
- Decrepit Birth
- Deeds of Flesh（ディーズ・オブ・フレッシュ）
- Deranged（ディランジッド）
- Devourment（ディヴァウアメント）
- Disavowed
- Disgorge（ディスゴージ (アメリカ)）
- Dripping
- Dying Fetus（ダイイング・フィータス）
- Emeth
- Fleshgod Apocalypse (フレッシュゴッド・アポカリプス)
- Guttural Engorgement（ガッテュラル・エンゴージメント）
- Hate Eternal（ヘイト・エターナル）
- Human Rejection
- Iniquitous Deeds　（イニキタス・ディーズ）
- Internal Suffering（インターナル・サファリング）
- Krisiun（クリジウン）
- Kronos（クロノス）
- Malignancy
- Maleceptor（マレセプター）
- Nile（ナイル）
- Origin（オリジン）
- Traumatomy（トラウマトミー）
- Urobilinemia（ウロビリネミア）
- Cannibal Corpse （カンニバル・コープス）(※Cannibal Corpseは影響を与えたバンドであり、正確にはオールド･スクール･デス)

### ガテラルヴォーカリスト一覧
- Matti Way （Abominable Putridity、ex-Disgorge(US)）
- Ruben Rosas （Devourment）
- Cameron "Big Chocolate" Argon （Disfiguring The Goddess、ex-Abominable Putridity、）

など